# Пинкара
Пинкара (итал. Pincara) је насеље у Италији у округу Ровиго, региону Венето.
Према процени из 2011. у насељу је живело 858 становника. Насеље се налази на надморској висини од 7 м.

## Становништво
Према резултатима пописа становништва 2011. у општини је живело 1.262 становника.
| 1931. | 1936. | 1951. | 1961. | 1971. | 1981. | 1991. | 2001. | 2011. |
| ----- | ----- | ----- | ----- | ----- | ----- | ----- | ----- | ----- |
| 2.824 | 2.935 | 3.121 | 2.061 | 1.545 | 1.485 | 1.357 | 1.277 | 1.262 |

## Партнерски градови
- Smiltene Municipality